# Rediviva (Virginia)
Rediviva ist ein gemeindefreier bewohnter Ort („populated place“) im Rappahannock County im US-Bundesstaat Virginia.